# Povere figlie di San Gaetano
Le Povere Figlie di San Gaetano sono un istituto religioso femminile di diritto pontificio: le suore di questa congregazione pospongono al loro nome la sigla P.F.S.G.

## Storia
L'istituto venne fondato da Giovanni Maria Boccardo (1848-1913), parroco a Pancalieri: in occasione di un'epidemia di colera, Boccardo si incaricò dell'organizzazione dei soccorsi agli ammalati che vennero accolti nel santuario della Madonna dell'Eremo e assistiti da alcune ragazze della parrocchia. Terminato il pericolo del contagio, il sacerdote si appellò alle sue giovani collaboratrici affinché continuassero, da donne consacrate, la loro opera di assistenza al servizio dei bisognosi della comunità: aprì la prima casa presso una vecchia filanda abbandonata donata da un parrocchiano e il 21 novembre 1884 diede formalmente inizio alla congregazione, affidata dal fondatore alla protezione di san Gaetano di Thiene.
La prima superiora dell'istituto fu Carlotta Fontana, in religione madre Maria Gaetana del Santissimo Sacramento, che resse le Povere Figlie per quasi quarant'anni. Alla morte di Giovanni Maria Boccardo, la guida spirituale della congregazione passò a suo fratello Luigi, che unì alle Povere Figlie, come ramo contemplativo, le Figlie di Gesù Re, una comunità di suore non vedenti che aveva precedentemente organizzato presso l'Istituto per ciechi di Torino.
Le Povere Figlie di San Gaetano vennero erette in istituto religioso di diritto diocesano il 13 luglio 1941; ricevettero il pontificio decreto di lode il 29 aprile 1948 e l'approvazione definitiva della Santa Sede il 19 aprile 1958.
I procedimenti per la causa di canonizzazione del fondatore iniziarono nel 1960 e si sono conclusi con la solenne cerimonia di beatificazione presieduta da papa Giovanni Paolo II il 24 maggio 1998 a Torino.

## Attività e diffusione
Le Povere Figlie di San Gaetano si dedicano all'assistenza degli anziani, degli ammalati e dei sacerdoti a riposo.
Oltre che in Italia, sono presenti in Ecuador, Brasile e Togo; la sede generalizia è a Torino.
Al 31 dicembre 2005, la congregazione contava 132 religiose in 20 case.